# Colias electo
Colias electo é uma borboleta da família Pieridae. Ela é encontrada no leste e sul da África, bem como na Arábia. O habitat natural localiza-se em pastagens de clima temperado e montano.
As larvas alimentam-se de Medicago sativa, Trifolium, Vicia e Robinia pseudoacacia.

## Subespecies
- C. e. electo
- C. e. hecate Strecker, 1900
- C. e. pseudohecate Berger, 1940
- C. e. meneliki Berger, 1940
- C. e. philbyi Berger, 1953
- C. e. manengoubensis Darge, 1968